# Świerzenko
Świerzenko (deutsch Klein Schwirsen, kaschubisch Swierzenkò) ist ein Dorf in der polnischen Woiwodschaft Pommern und gehört zur Stadt- und Landgemeinde Miastko (Rummelsburg) im Powiat Bytowski (Bütower Kreis).

## Geographische Lage
Das Dorf liegt in Hinterpommern, etwa zwölf Kilometer nordwestlich von Miastko (Rummelsburg i. Pom.) und 48 Kilometer westlich von  Bytów (Bütow).

## Geschichte

Klein Schwirsen (Kl. Schwirsen), nordwestlich vom Rummelsburg und südöstlich von Pollnow, auf einer Landkarte von 1910

Das Gut Klein Schwirsen war jahrhundertelang als Lehen im Besitz der Familie von Lettow-Vorbeck. Nach der im 19. Jahrhundert vollzogenen Regulierung der gutsherrlichen und bäuerlichen Verhältnisse war Klein Schwirsen  bis 1928 in eine Landgemeinde und einen Gutsbezirk unterteilt gewesen. Beide Teile waren 1874 in den neu errichteten Amtsbezirk Groß Schwirsen eingegliedert worden.

Klein Schwirsen, nordwestlich von Rummelsburg, auf einer Landkarte von 1915

Um 1910 hatte Klein Schwirsen eine Branntweinbrennerei, eine Ziegelei und eine Teichwirtschaft mit Fischzucht. Außerdem wurde Landwirtschaft betrieben. Am 1. Dezember 1913 wurden auf der 315 Hektar großen Gemarkungsfläche der Landgemeinde Klein Schwirsen 17 viehhaltende Haushaltungen gezählt und auf dem 717 Hektar umfassenden Gutsbezirk Klein Schwirsen 27 viehhaltene Haushaltungen.
Am 1. April 1927 hatte das Gut Klein Schwirsen eine Flächengröße von 717 Hektar, und am 16. Juni 1925 hatte der Gutsbezirk 194 Einwohner. Am 30. September 1928 wurde der Gutsbezirk Klein Schwirsen in die gleichnamige Landgemeinde eingegliedert. Nach Besitzerwechseln gelangte das Gut Klein Schwirsen 1928 in den Besitz von Richard Mecke.
Anfang der 1930er hatte die  Landgemeinde Klein Schwirsen eine Flächengröße von 10,3 km². Innerhalb der Gemeindegrenzen standen zusammen 30 bewohnte Wohnhäuser an zwei verschiedenen Wohnstätten:
1. Klein Schwirsen
2. Rieselkaten

Um 1935 hatte Klein Schwirsen u. a. einen Gasthof, ein Bankgeschäft, eine Branntweinbrennerei, die von Richard Mecke betrieben wurde, eine Schmiede und eine Stellmacherei.
1938 hatte das Gut eine Größe von etwa 810 Hektar, mit einer großen Brennerei und Fischzucht. Letzter Gutsbesitzer vor 1945 war Richard Mecke.
Die Landgemeinde Klein Schwirsen gehörte im Jahr 1945 zum Landkreis Rummelsburg im Regierungsbezirk Köslin der preußischen Provinz Pommern des Deutschen Reichs und war dem Amtsbezirk Groß Schwirsen zugeordnet. Das Standesamt befand sich in Groß Schwirsen.
Gegen Ende des Zweiten Weltkriegs wurde Klein Schwirsen Anfang März 1945 von der Roten Armee eingenommen. Anschließend wurde Klein Schwirsen zusammen mit ganz Hinterpommern von der Sowjetunion der Volksrepublik Polen zur Verwaltung überlassen.  Es begann danach allmählich die Zuwanderung von Polen. Die einheimische Bevölkerung wurde in der Folgezeit von der polnischen Administration vertrieben. Der Ortsname wurde zu „Świerzenko“ polonisiert.
Heute ist das Dorf eine Ortschaft innerhalb der Stadt- und Landgemeinde (Gmina) Miastko (Rummelsburg) im Powiat Bytowski der Woiwodschaft Pommern (1975 bis 1998 Woiwodschaft Słupsk).

### Demographie
| Jahr | Einwohner | Anmerkungen |
| ---- | --------- | --- |
| 1782 | –         | altes Lettowsches Lehen, bestehend aus zwei herrschaftlichen Höfen oder Vorwerken, einem auf der Feldmark gelegenen Vorwerk, Pogasille genannt, sechs Bauerngehöften, vier Kossäten, zwanzig Feuerstellen (Haushaltungen), Holzung und wenig Fischerei, im Besitz des Lieutenants Ewald Christian von Lettow befindlich, zu Groß Schwirsen in der Schlaweschen Synode eingepfarrt |
| 1818 | 132       | Dorf, adlige Besitzung, zum Kirchspiel Groß Schwirsen gehörig |
| 1825 | 158       | Ortschaft mit den Vorwerken Ewaldshof, Peitzkerkaten, Johannshof und Poggensill sowie der Holzwärterei Jägerhof |
| 1852 | 260       | Dorf |
| 1864 | 262       | am 3. Dezember, davon 100 im Gemeindebezirk und 162 im Gutsbezirk |
| 1867 | 277       | am 3. Dezember, davon 114 in der Landgemeinde und 163 im Gutsbezirk |
| 1871 | 317       | am 1. Dezember, davon 142 (sämtlich Evangelische) in der Landgemeinde und 175 (sämtlich Evangelische) im Gutsbezirk |
| 1885 | 307       | am 1. Dezember, davon 164 (sämtlich Evangelische) in der Landgemeinde und 143 (sämtlich Evangelische) im Gutsbezirk. |
| 1895 | 262       | am 2. Dezember, davon 115 (sämtlich Evangelische) in der Landgemeinde und 147 (sämtlich Evangelische) im Gutsbezirk |
| 1910 | 278       | am 1. Dezember, davon 99 im Dorf und 179 auf dem Gutsbezirk |
| 1925 | 307       | darunter 305 Evangelische |
| 1933 | 288       | [ 18 ] |
| 1939 | 246       | [ 18 ] |

## Kirche

### Kirchspiel bis 1945
Die überwiegend evangelische Bevölkerung Klein Schwirsens war bis 1945 in das Kirchspiel Groß Schwirsen eingepfarrt. Es gehörte zum Kirchenkreis Rummelsburg im Ostsprengel der Kirchenprovinz Pommern der Kirche der Altpreußischen Union.
Das katholische Kirchspiel war in Rummelsburg i. Pom.

### Kirchspiel seit 1946
Die hier seit 1945 und Vertreibung der Einheimischen lebenden Polen sind fast ausnahmslos katholischer Konfession. Sie gehören nun zur polnischen Pfarrgemeinde Świerzno (Groß Schwirsen), deren Gotteshaus die beschlagnahmte frühere evangelische Dorfkirche ist. Die Pfarrei ist Teil des Dekanats Polanów (Pollnow) im Bistum Köslin-Kolberg der Katholischen Kirche in Polen.
Hier lebende evangelische Kirchenglieder werden von der evangelisch-lutherischen Gemeinde in Wołcza Wielka (Groß Volz), einer Filialgemeinde der Pfarrei in Koszalin (Köslin) in der Diözese Pommern-Großpolen der Evangelisch-Augsburgischen Kirche in Polen, betreut.

## Verkehr
Durch den Ort verläuft die Woiwodschaftsstraße 206, die von Miastko über [[Durch den Ort verläuft die Woiwodschaftsstraße 206, die von Miastko über Polanów (Pollnow) bis nach Koszalin (Köslin) führt. Die nächste Bahnstation ist Kawcze (Kaffzig) an der Bahnstrecke von Piła (Schneidemühl) über Szczecinek (Neustettin) nach Słupsk (Stolp) und Ustka (Stolpmünde).
]] (Pollnow) bis nach Koszalin (Köslin) führt.
Die nächste Bahnstation ist Kawcze (Kaffzig) an der Bahnstrecke von Piła (Schneidemühl) über Szczecinek (Neustettin) nach Słupsk (Stolp) und Ustka (Stolpmünde).

## Persönlichkeiten
- Witzke von Vorbeck (* um 1379), war Gutsherr auf Groß und Klein Schwirsen, Drawehn, Karzenburg, Klenzin und Plötzig, Polnischer Starost, Rat des Herzogs Bogislaw IX., vermählt mit Anna Osten aus Woldenburg[19]
- Werner Ernst von Lettow (1738–1789), preußischer Landrat und Kriegs- und Domänenrat, wurde hier geboren und starb hier 1789 auf seinem Gut Klein Schwirsen